# Iglesia del Descubrimiento de la Santa Cruz (Vilna)
La iglesia del Descubrimiento de la Santa Cruz (en lituano: Šv. Kryžiaus Atradimo bažnyčia) es un edificio religioso católico que localizado en el distrito de Jeruzalė de Vilna, Lituania.

## Historia
El propósito original de la iglesia era mostrar agradecimiento a Dios por la victoria contra el ejército ruso en la batalla de Vilna durante la Segunda guerra nórdica, que comenzó en 1655 y duró hasta 1661. La construcción de la iglesia comenzó en 1662 bajo la supervisión del obispo de Vilna Jerzy Białłozor. Białłozor murió en 1665 y su heredero, el obispo Aleksander Sapieha, se hizo cargo de la construcción. En 1668, encomendó a los dominicos locales del convento del Espíritu Santo en Vilna la supervisión de la construcción, que fue validada por el Maestro de la Orden Dominica en 1670. La iglesia fue consagrada solemnemente el 9 de junio de 1669, en la fiesta de Pentecostés.
En 1675, el nuevo obispo de Vilna, Mikołaj Stefan Pac, entregó el Calvario de Vilna a los dominicos observantes de la Congregación de San Luis Bertrán, que habían llegado de Varsovia. La iglesia de madera se quemó ese año, por lo que los dominicos comenzaron a reconstruirla. Comenzó la construcción de un monasterio y la primera iglesia de mampostería del Descubrimiento de la Santa Cruz, que se completó en 1700.
Un convento trinitario junto con la iglesia de la Santísima Trinidad de Trinapolis, comenzó a funcionar como una rama de la iglesia del Descubrimiento de la Santa Cruz, cuya misión era rescatar a los cautivos cristianos de los musulmanes. En 1755, los dominicos de Vilna iniciaron la construcción de una nueva iglesia, un monasterio y veinte nuevas capillas de mampostería para el calvario. Los principales patrocinadores del esfuerzo fueron la pequeña nobleza del Gran Ducado de Lituania, con el apoyo del obispo de Vilna y otros clérigos. El interior del santuario fue decorado con frescos, que mostraban la leyenda del Hallazgo y la Glorificación de la Santa Cruz, episodios del Nuevo Testamento y otras escenas que reflejaban la devoción al Sagrado Corazón. En 1772, se consagraron la iglesia del Descubrimiento de la Santa Cruz y veinte capillas. En 1793, se añadió a la iglesia una suntuosa sacristía, decorada en estuco y un refectorio espacioso flanqueaba el edificio del convento.
En 1812, durante la invasión napoleónica de Rusia, los soldados franceses convirtieron la iglesia en cuartel y hospital. Una vez finalizada la guerra, los soldados saquearon la iglesia. Algún tiempo después, se produjo un incendio que destruyó la biblioteca de la iglesia con los archivos, borrando así muchos documentos importantes relacionados con la historia de la iglesia. En 1850, el zar Alejandro III de Rusia cerró el monasterio y entregó la iglesia a los cristianos ortodoxos. En 1906 se restauró el interior de la iglesia. 
Durante la ocupación soviética de Lituania, la iglesia del Descubrimiento de la Santa Cruz se mantuvo intacta, aunque el monasterio fue cerrado.
En 1990, después de que Lituania recuperara la independencia, se comenzó a trabajar para reconstruir el calvario. Las capillas fueron completamente reconstruidas y consagradas solemnemente en Pentecostés en 2002. En el lapso de doce años, se construyeron dieciséis capillas de mampostería, siete puertas de madera y una de mampostería y un puente.

## Arquitectura
Construida en lo alto de una colina, la iglesia es de estilo barroco y está el centro del conjunto del Calvario de Vilna, tanto física como conceptualmente. Las tres estaciones que conmemoran la crucifixión, muerte y baja de la cruz de Cristo, forman parte del edificio de la iglesia. Arquitectónicamente, la iglesia es una basílica abovedada de forma de cruz latina. Dos torres de 77,5 metros de altura, que se estrechan en la parte superior y terminan en elegantes cascos, embellecen la fachada. Las formas arquitectónicas del edificio se destacan por la policromía. La fachada principal del santuario está particularmente embellecida, con formas prolongadas, ventanas, nichos y pilastras de las paredes que crean la línea vertical y enfatizan la altura de las formas. La fachada está orientada hacia el calvario, donde conducen los altos y empinados escalones. Mirando hacia arriba desde la base de las escaleras, se destacan las líneas verticales de la arquitectura de la iglesia.

## Galería

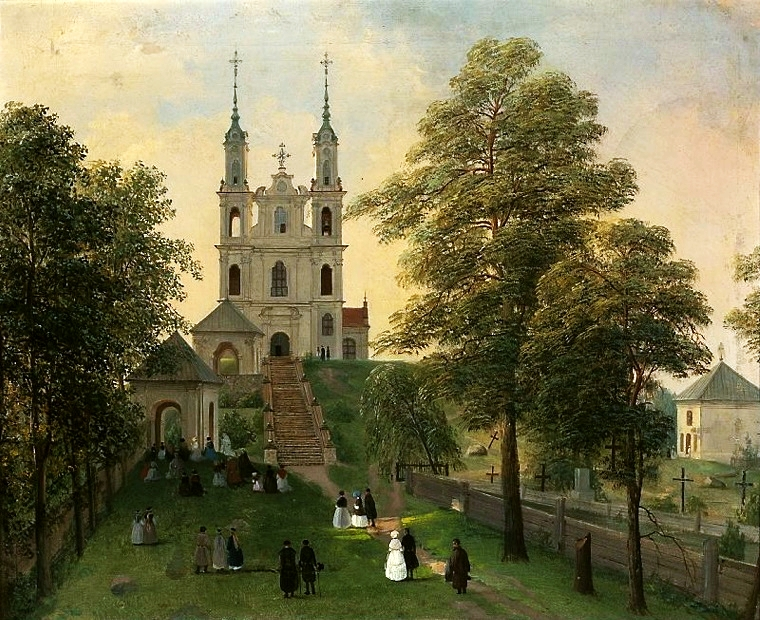
Iglesia en Caballería de Vilna, de Jan Chrucki
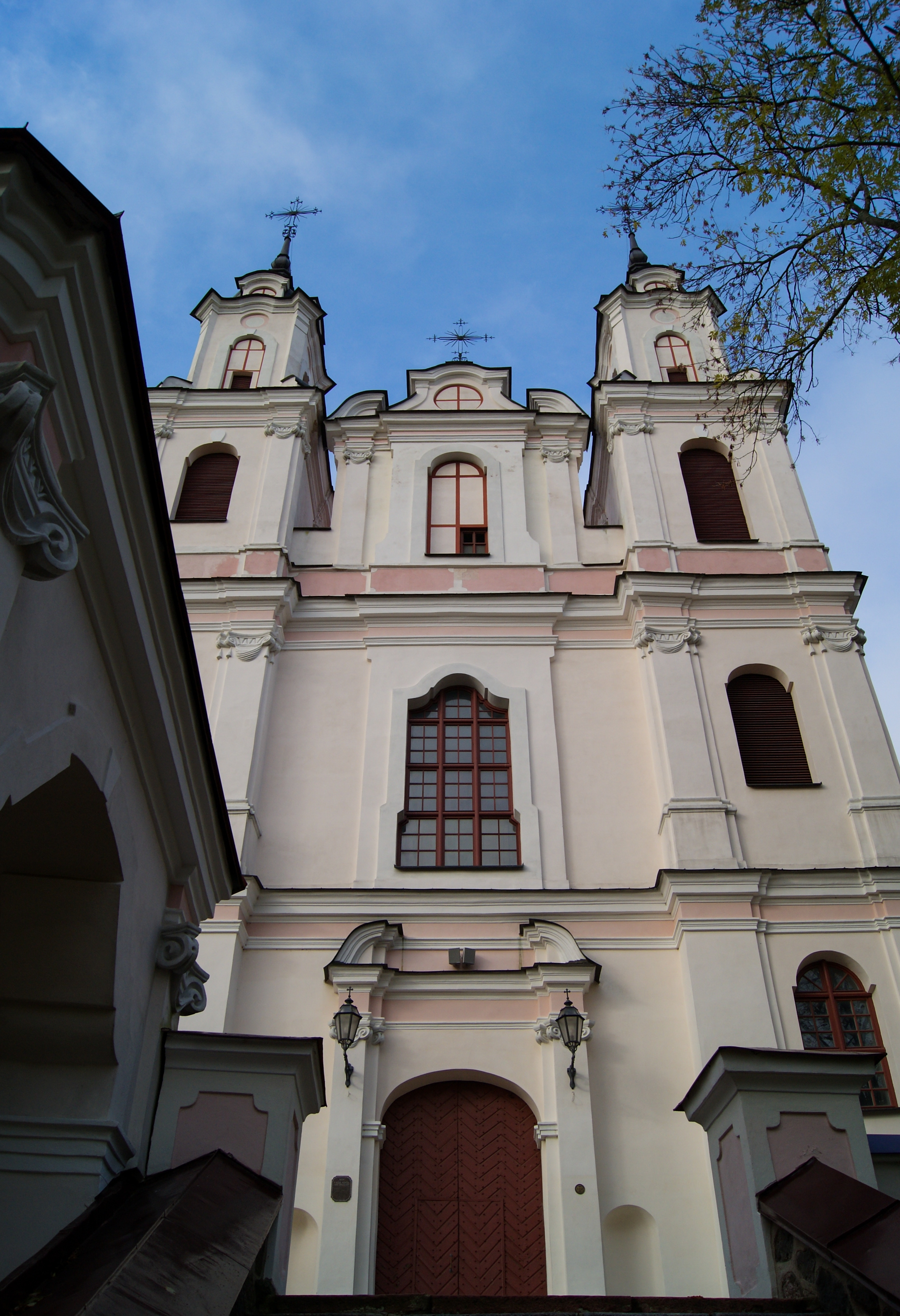
Fachada
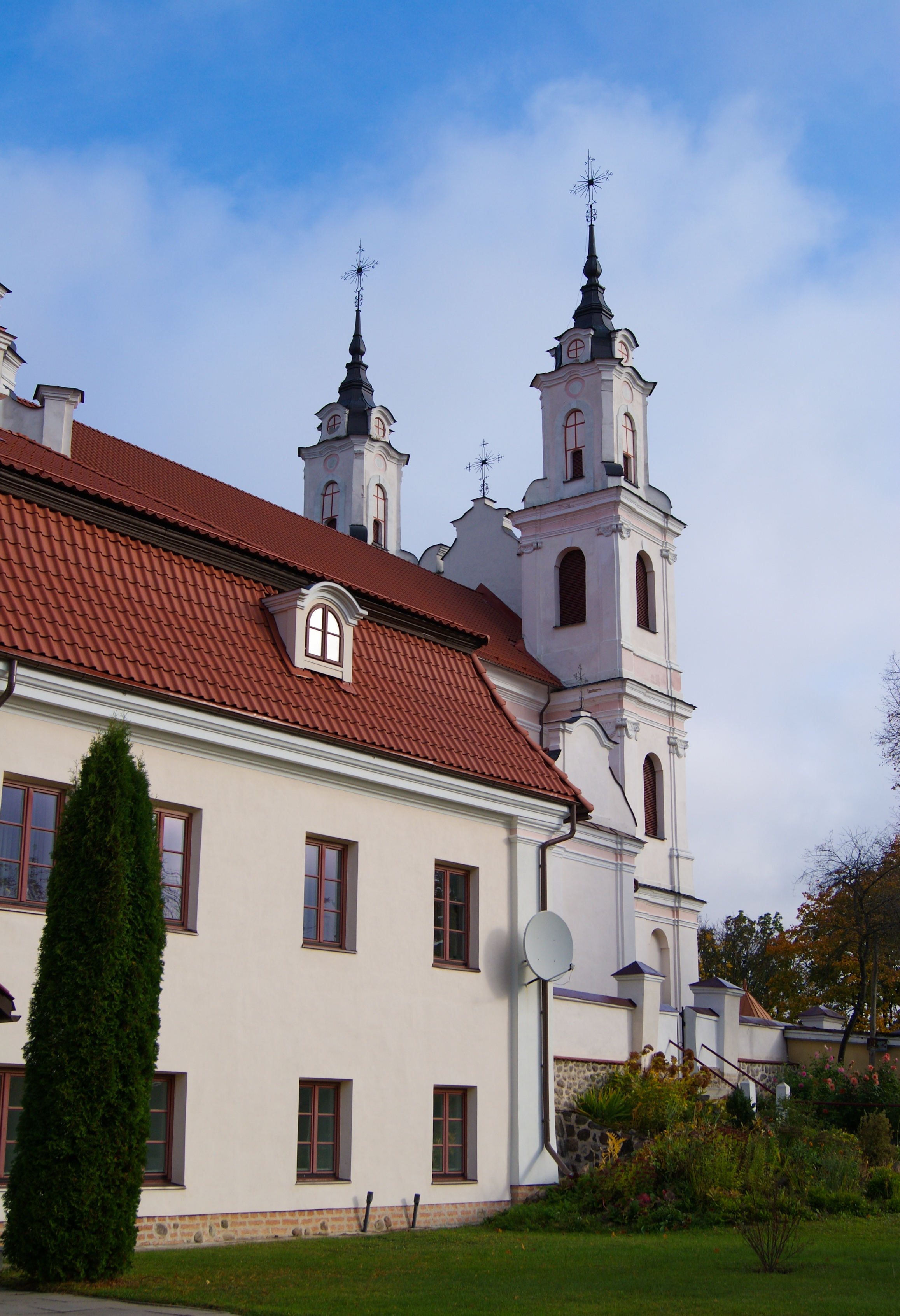
Vista de la iglesia
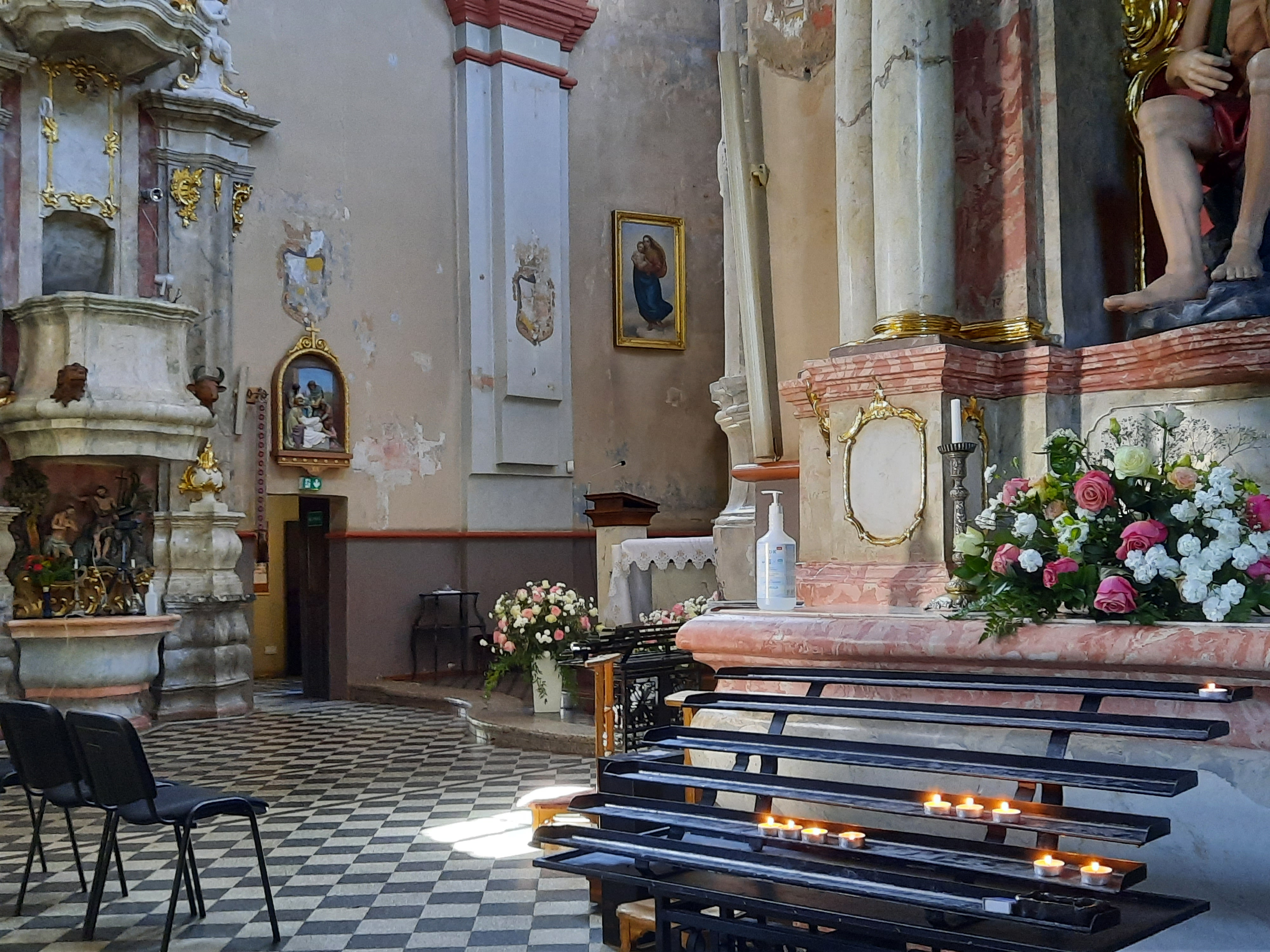
Interior de la iglesia